# La Carneille
La Carneille település Franciaországban, Orne megyében. Lakosainak száma 587 fő (2018. január 1.). La Carneille Durcet, Landigou, Notre-Dame-du-Rocher, Ronfeugerai, Sainte-Honorine-la-Guillaume, Taillebois és Les Tourailles községekkel határos.

## Népesség
A település népességének változása:
| Lakosok száma | 615  | 570  | 520  | 530  | 480  | 571  | 569  | 566  | 590  | 587  |
|               | 1962 | 1968 | 1975 | 1982 | 1990 | 2008 | 2013 | 2015 | 2017 | 2018 |